# Paragonah
Paragonah – miasto w Stanach Zjednoczonych, w stanie Utah, w hrabstwie Iron.